# Streptolirion
Streptolirion là một chi thực vật có hoa trong họ Commelinaceae.